# كنيسة مريم سيدة صهيون

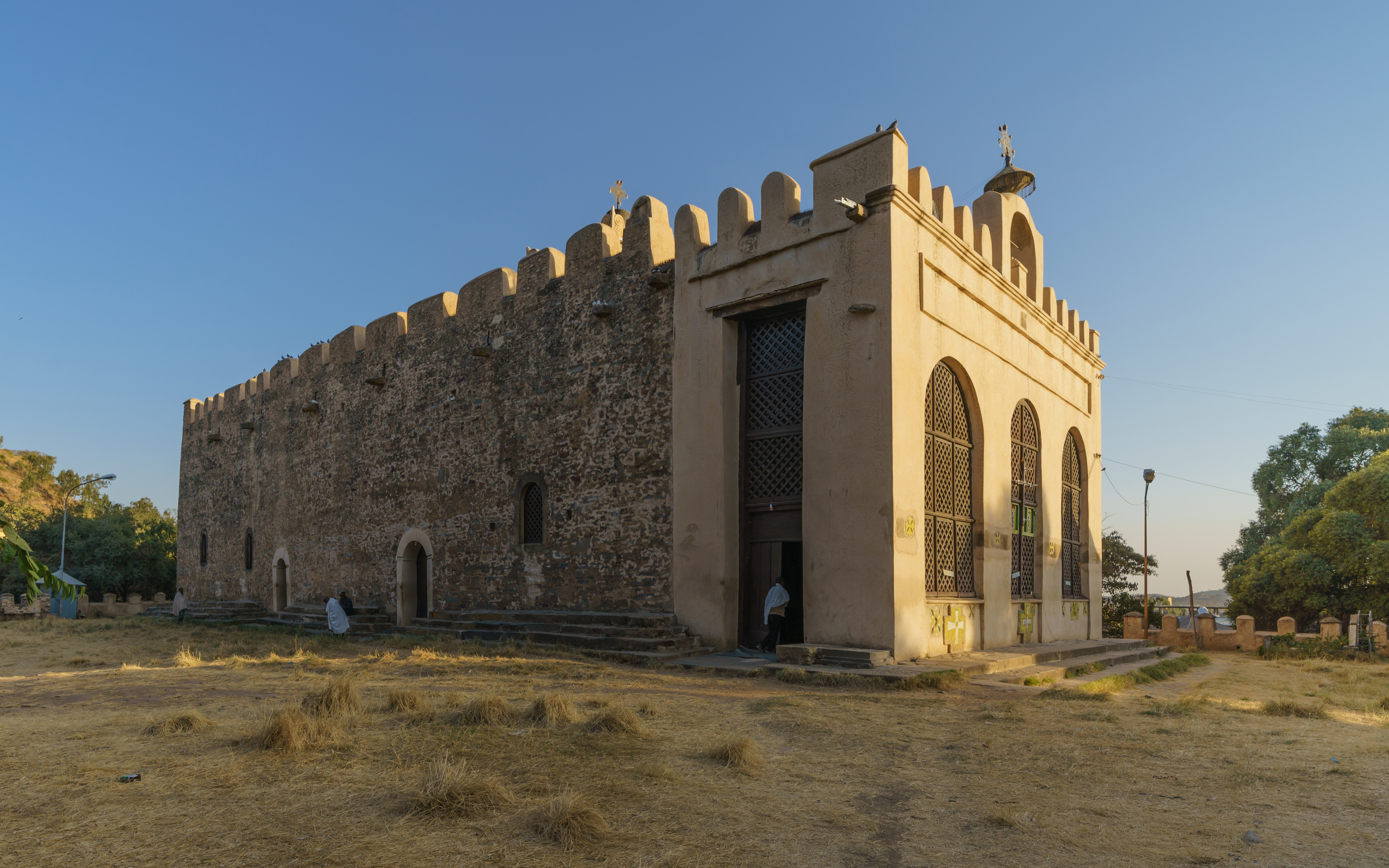
كاتدرائية مريم سيدة صهيون، بنيت في عهد الإمبراطور فاسيليديس

كنيسة مريم سيدة صهيون ( الأمهرية:ርዕሰ አድባራት ቅድስተ ቅዱሳን ድንግል ማሪያም ፅዮን) اللفظ: (Re-ese Adbarat Kidiste Kiduse Dingel Maryam Ts'iyon) هي كنيسة إثيوبية أرثوذكسية في إثيوبيا. ويقال أنها تحتوي على تابوت العهد. وهي تقع في بلدة أكسوم في إقليم تكرينيا. يعتقد أن الكنيسة الأصلية قد بُنيت في عهد عيزانا أول حاكم مسيحي لمملكة أكسوم (إريتريا وإثيوبيا الحالية)، خلال القرن الرابع الميلادي، وتم إعادة بنائها عدة مرات منذ ذلك الحين.

## التاريخ

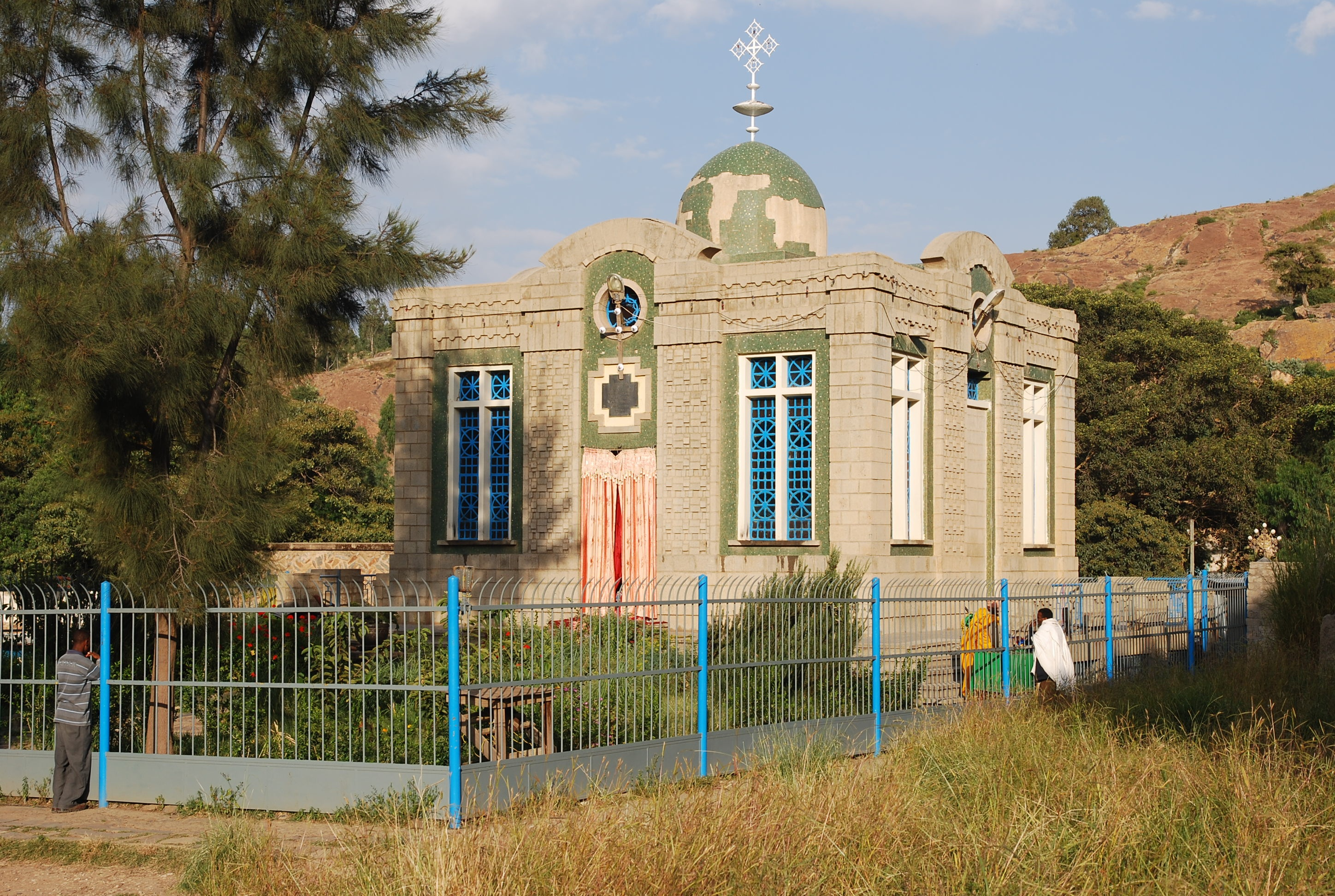
مصلى التابوت

منذ تأسيسها خلال أسقفية فرومينتوس تم تدمير كنيسة مريم صهيون وإعادة بنائها مرتين على الأقل. حدث أول تدمير مفترض لها على يد الملكة جوديت خلال القرن العاش، والثاني في القرن السادس عشر على يد أحمد بن إبراهيم الغازي، وبعد ذلك أعاد الإمبراطور جيلاوديووس بنائها، ثم أعيد بناؤها وتوسيعها من قبل فاسيليديس خلال القرن السابع عشر.  كانت الكنيسة المكان التقليدي الذي توج فيه الأباطرة الإثيوبيون.